# Gotó Maki
Goto Maki (後藤真希; Hepburn: Maki Gotō; Edogava, 1985. szeptember 23. –) japán énekesnő és színésznő, a Morning Musume 3. generációs tagja. Japánban több, mint 1,727,900 eladott példányszáma van. A Hello! Project egyik legkeresettebb szólistája. 2008 nyarának elején elhagyta a Hello! Projectet és átment a Rhythm Zone kiadóhoz.

## Élete

### 1999
1999-ben csatlakozott a Morning Musuméhez, és szinte egy pillanat alatt a legkedveltebbé vált, ezzel elősegítve azt, hogy a LOVE Machine-val első számúak legyenek. Hamarosan tehetséges énekessé és táncossá nőtte ki magát és számos Morning Musume dalnál átvette a vezetést.

### 2002
2002-ben graduált a Morning Musuméből, hogy folytassa a szólókarrierjét és azóta számos kislemezt és albumot jelentetett meg.

### 2007
Benne volt a Morning Musume 10. évfordulós csoportjában, a Morning Musume Tanjou 10nen Kinentaiban is.

### 2008
Június 19-én bejelentették a sajtóban, hogy szerződést írt alá a Rhythm Zone kiadónál.

### 2009
Január 21-én kiadta az első digitális kislemezét az Avex-al , a Flyaway-t, aminek a szövegét Maki írta. Február 25-én a mások digitális kislemezét is kiadta Lady-Rise címmel, amit szintén ő írt. Március 7-én Japán legnagyobb divateseményén modellkedett, a TOKYO GIRLS COLLECTION-ön.

### 2010
2010 elején elvesztette az édesanyját. Rövid szünet után visszatért Maki a zenei életbe és bejelentette a hivatalos debütálását. A “ONE” című mini-albuma július 28-án jelent meg.

### 2011
Június 22-én bejelentette a hivatalos honlapján, hogy 2012 januárjáig szünetet fog tartani. Szeptember 30-án részt vett Takahasi Ai graduálásán. Augusztus 2-án elkezdődött a szünet előtti utolsó koncertje, a G-Emotion FINAL.

### 2012
Január 18-án megjelent a “G-Emotion Final ~foryou~” DVD borítója és számlistája, a DVD március 7-én jelent meg.

### 2013
Február 21-én visszatért a nyilvánosság elé, és az első nyilvános tevékenysége a Capcom-nál a Monster Hunter lesz.

### 2014
Megnyílt hivatalos blogja.

## Diszkográfia

### Albumok
- [2003.02.05] Makking GOLD 1
- [2004.01.28] 2 Paint It Gold
- [2005.02.23] 3rd Station
- [2007.09.19] How to use SEXY
- [2011.11.02] Ai Kotoba (VOICE)

### Mini albumok
- [2009.09.16] SWEET BLACK (SWEET BLACK feat. MAKI GOTO)
- [2010.07.07] ONE
- [2011.01.12] Gloria
- [2011.05.05] LOVE

### Best-of albumok
- [2005.12.14] Goto Maki Premium Best 1
- [2010.08.25] Goto Maki 2001 – 2007

### Kislemezek
- [2001.03.28] Ai no Bakayarou
- [2001.09.19] Afurechau…BE IN LOVE
- [2002.05.09] Te wo Nigitte Arukitai
- [2002.08.21] Yaruki! IT’S EASY
- [2002.12.18] Sans Toi Ma Mie / Kimi to Itsumademo
- [2003.03.19] Uwasa no SEXY GUY
- [2003.06.18] Scramble
- [2003.08.27] Daite yo! PLEASE GO ON
- [2003.11.27] Genshoku GAL Hade ni Yukube!
- [2004.03.17] Sayonara no LOVE SONG
- [2004.07.07] Yokohama Shinkirou
- [2004.11.17] Sayonara “Tomodachi ni wa Naritakunai no”
- [2005.07.06] Suppin to Namida.
- [2006.01.25] Ima ni Kitto… In My LIFE
- [2006.06.07] Glass no Pumps
- [2006.10.11] SOME BOYS! TOUCH
- [2007.04.11] Secret

## Filmográfia

### Filmek
| Év   | Cím                                             | Szerep           |
| ---- | ----------------------------------------------- | ---------------- |
| 2000 | Pinch Runner (ピンチランナー)                   | Szanae Haszegava |
| 2002 | Nama Tamago (ナマタマゴ)                        |                  |
| 2002 | Koinu Dan no Monogatari (子犬ダンの物語)        | Honami Nacume    |
| 2003 | Seishun Bakachin Ryorijuku (青春ばかちん料理塾) |                  |
| 2004 | Promise Land: Clover no Daibōken                | Fumiko Kirisima  |

### Drámák
- [2001] Mariya (マリア)
- [2002] Yanpapa (やんぱぱ)
- [2002] Izu no Odoriko (伊豆の踊子)
- [2003] R.P.G.
- [2005] Yoshitsune (義経)
- [2006] Matsumoto Seichō Special Yubi (松本清張スペシャル・指)

### Musicalek
- [2003] Ken & Mary no Merikenko on Stage! (けん&メリーのメリケン粉オンステージ!)
- [2004] Sayonara no Love Song (サヨナラのLOVE SONG)
- [2007] Gekidan Senior Graffiti Yokosuka Story (横須賀ストーリー)